# Ravne nad Šentrupertom
Ravne nad Šentrupertom este o localitate din comuna Šentrupert, Slovenia, cu o populație de 42 de locuitori.